# من و پلاترو
من و پلاترو نام یک کتاب ادبی است که توسط خوان رامون خیمه‌نز، نویسندهٔ اهل اسپانیا نوشته شده‌است.
این کتاب پس از دن کیشوت محبوب ترین کتاب در زبان اسپانیایی است.
خیمنس این اثر را برای بزرگسالان نوشت،اما وقتی کتاب چاپ شد کودکان استقبال غیر منتظره‌ای از آن کردند،که بدون شک به خاطر وجود دوست داشتنی پلاترو بود.در سال ۱۹۴۸ که خیمنس به آرژانتین رفته بود،مدرسه‌های پایتخت تعطیل شد و بچه‌ها هجوم آوردند تا خالق پلاترو را ببینند.